# Exomalopsis bahamica

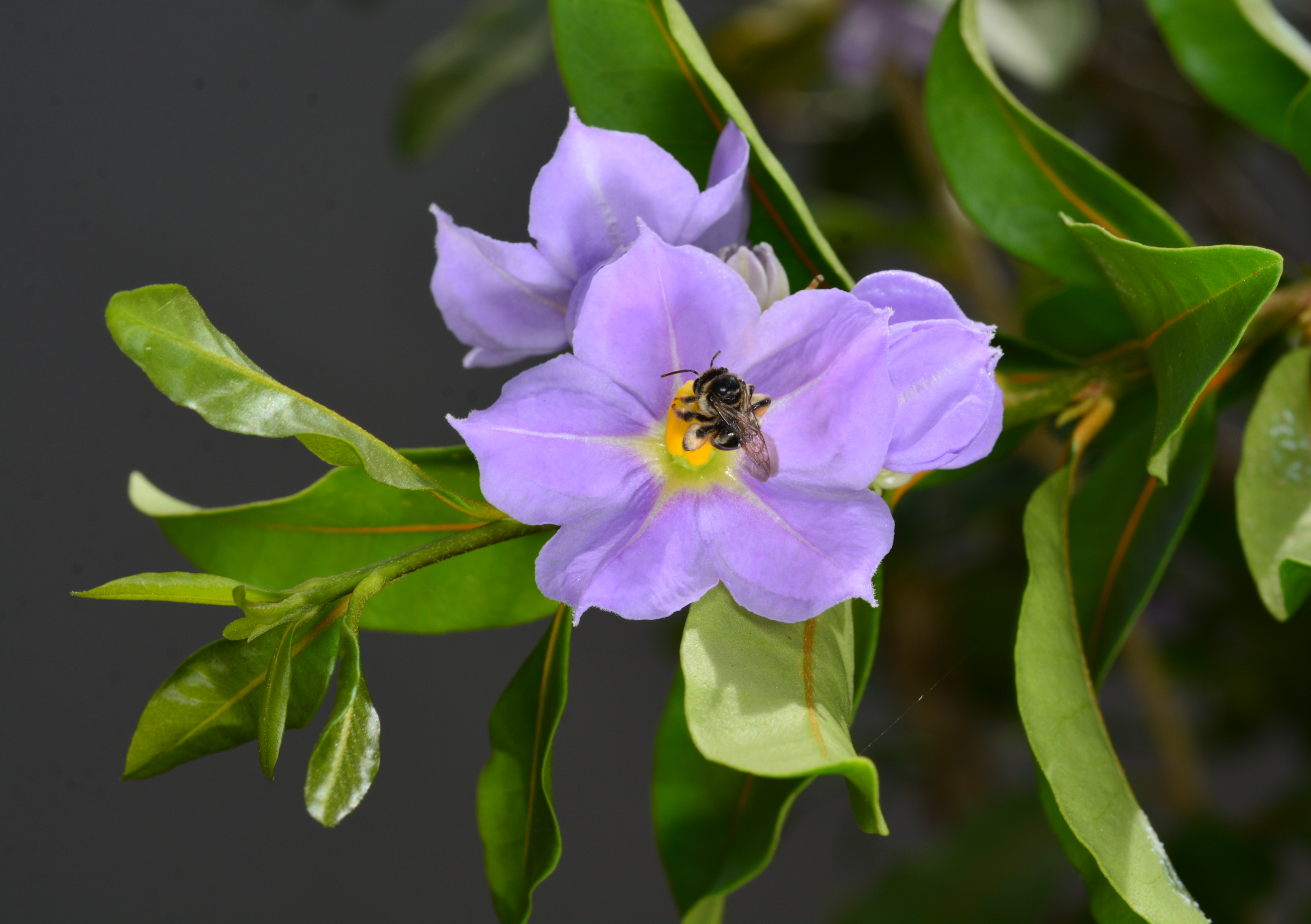
Conocarpum

Exomalopsis bahamica är en biart som beskrevs av Timberlake 1980. Exomalopsis bahamica ingår i släktet Exomalopsis och familjen långtungebin. Inga underarter finns listade i Catalogue of Life.